# Giordano Picciga
Giordano Piciga (Trieste, 16 maggio 1909 – Melzo, 17 agosto 1969) è stato un calciatore italiano, di ruolo portiere.

## Carriera

### Club
Debuttò con la Triestina alla 15ª giornata della Divisione Nazionale 1928-1929, il 27 gennaio 1929 contro il Livorno, subendo una rete da Palandri. Giocò poi altre 5 gare, per un totale di 6 presenze e 10 reti subite.
Partecipò alla Serie B 1931-1932 con il Lecce, prima di passare per una stagione all'Ambrosiana Inter.
Nelle due stagioni successive fu ceduto in prestito, prima al Vigevanesi (stagione 1934-1935) e poi (1935-1936) al Messina, dove fu il portiere titolare per gran parte della stagione.
Lasciata definitivamente l'Ambrosiana, disputò la Serie B 1936-1937 con la maglia del Brescia, e passò poi al Galbani-Melzo.

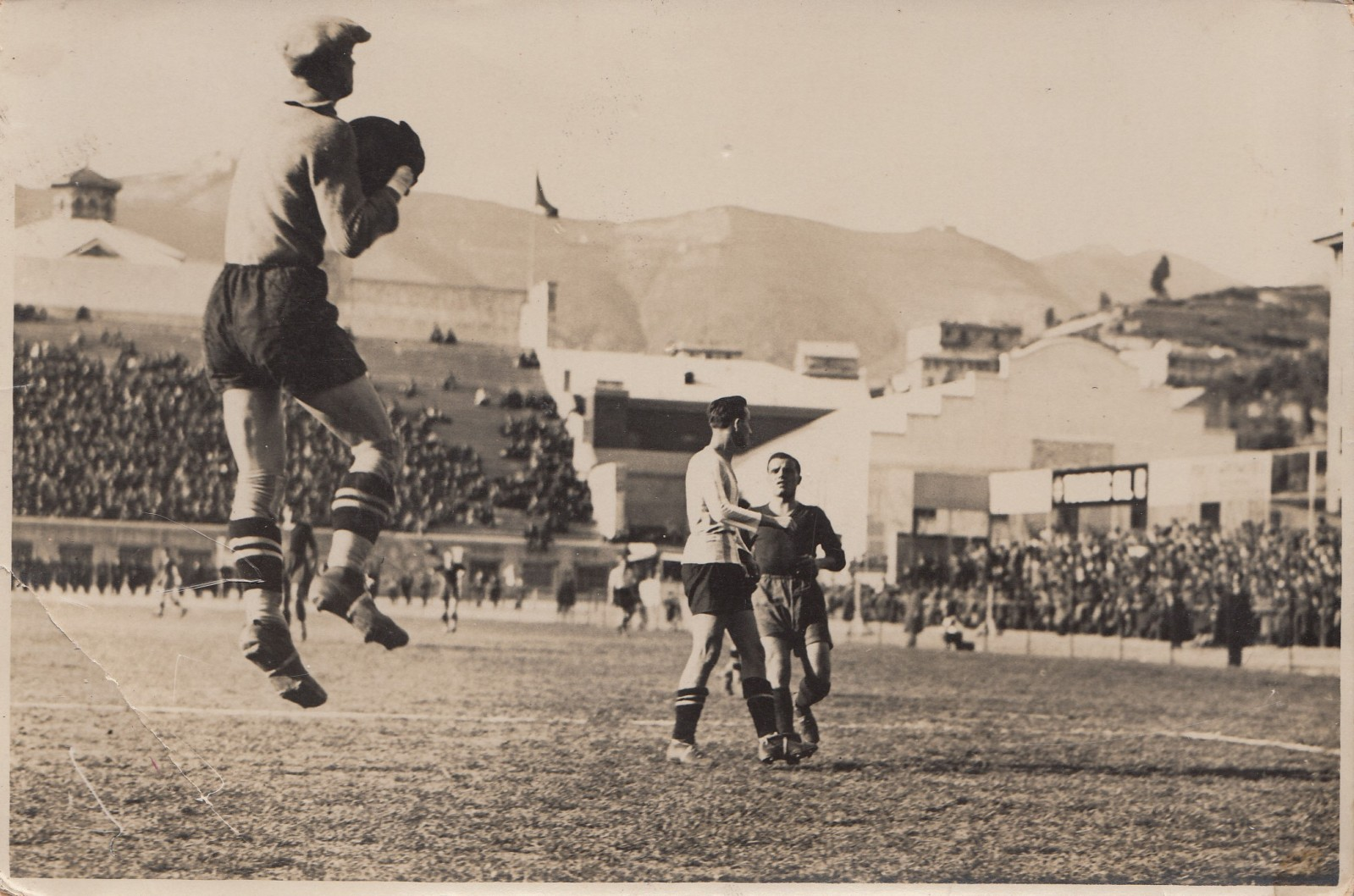
Portiere Giordano Piciga